# Rémelfing
Rémelfing – miejscowość i gmina we Francji, w regionie Grand Est, w departamencie Mozela.
Według danych na rok 1990 gminę zamieszkiwało 1 310 osób, a gęstość zaludnienia wynosiła 500 osób/km² (wśród 2335 gmin Lotaryngii Rémelfing plasuje się na 303. miejscu pod względem liczby ludności, natomiast pod względem powierzchni na miejscu 1197.).